# نمره آزمون
نمره آزمون (انگلیسی: Test score) بخشی از اطلاعات است، معمولاً یک عدد، که عملکرد یک امتحان شونده را در یک آزمون نشان می‌دهد. یک تعریف رسمی این است که خلاصه ای از شواهد موجود در پاسخ‌های یک آزمون شونده به موارد یک آزمون که به سازه یا سازه‌های مورد سنجش مربوط می‌شود.